# Tumen (Fluss)
Der Tumen, auch Tuman genannt, ist ein 521 km langer Zufluss des Japanischen Meeres in Nordostasien.
Der Tumen entspringt an der Ostflanke des Paektusan-Vulkans im Changbai-Gebirge auf nordkoreanischem Territorium. Er fließt in überwiegend östlicher, später nordöstlicher Richtung und bildet schon nach wenigen Kilometern die nordkoreanisch-chinesische Grenze. Im Unterlauf wendet sich der Fluss nach Süden und Südosten und bildet auf den letzten 17 km die Grenze zwischen Nordkorea und Russland. Schließlich mündet der Tumen in das Japanische Meer. Der Tumen hat eine Länge von 521 km. Seine wichtigsten Nebenflüsse sind Hongqi He 红旗河, Gaya He 嗄呀河, Burhatong He 布尔哈通河, Hailan He 海兰河 und Hunchun He 珲春河.
1932 wurde die Tumen-Eisenbahnbrücke über den Tumen vom chinesischen Tumen über den Fluss nach Namyang in Nordkorea eröffnet. 600 m flussabwärts liegt die 1941 erbaute Tumen-Namyang-Brücke bei (⊙). 2021 wurde neben ihr eine neue Brücke eingeweiht. Ca. 70 km entfernt steht die 1938 eröffnete Quanhe-Wonjong-Brücke, eine Straßenbrücke, die 2020 erneuert und erweitert wurde. Im letzten, nordkoreanisch-russischen Abschnitt steht die 1959 eröffnete Brücke der koreanisch-russischen Freundschaft, die den einzigen öffentlichen Grenzübergang zwischen den beiden Ländern bildet.
Der Name des Flusses entstammt der Sprache der Jurchen und bedeutet „Zehntausend“.
Der Tumen ist auch der meistgenutzte Übergang nordkoreanischer Flüchtlinge nach China, da er nicht so tief und breit wie der Yalu ist.